# Гоцев лист (1933 – 1937)
Вижте пояснителната страница за други значения на Гоцев лист.
„Гоцев лист“, с подзаглавие Издава Кукушкото благотворително братство „Гоце Делчев“ – София, е български вестник, издаван в София.
Вестникът е паметен лист, посветен на живота и делото на Гоце Делчев. Излиза годишно от 1933 до 1937 година. Печата се в печатница „Художник“ (1933, 1935, 1937) и „Съгласие“ (1936) в тираж от 1500 броя.
| Годишнина | Броеве | Дата       |
| --------- | ------ | ---------- |
| I         | 1      | май 1933   |
| II        | 1      | май 1935   |
|           |        | 4 май 1936 |
|           |        | 1937       |

Броят за 1935 година не е открит.
Съдържа спомени, статии за живота и делото на Гоце Делчев, стихове, посветени на него и негови биографии.
- Гоцев лист, 1936 година, издание на Кукушкото братство
- Гоцев лист, 1937 година, издание на Кукушкото братство